# استن رینکورت
استن رینکورت (انگلیسی: Sten Reinkort؛ زادهٔ ۲۹ آوریل ۱۹۹۸) بازیکن فوتبال اهل استونی است.
وی همچنین در تیم‌های ملی فوتبال زیر ۲۱ سال استونی و استونی بازی کرده است.